# Dolž
Dolž (dt. Daus, auch Dolsch) ist der Name einer Ortschaft und der gleichnamigen Ortsgemeinschaft (Krajevna skupnost) in der slowenischen Stadtgemeinde Novo mesto im Osten des Landes.

## Ortsgemeinschaft
An der Ortsgemeinschaft beteiligt sind die Ortschaften Dolž, Iglenik, Sela pri Zajčjem Vrhu, Vrhe und Zajčji Vrh pri Stopičah.

## Lage
Dolž liegt auf einer Anhöhe des Gorjanci-Gebirges oberhalb der Klamfer, eines Nebenflusses der Krka.
Das Dorf ist mehr als sieben Kilometer Luftlinie vom nordwestlich liegenden Stadtzentrum Novo Mestos entfernt, die in entgegengesetzter Richtung liegende Grenze zu Kroatien ist vom südöstlichen Ortsrand weniger als drei Kilometer entfernt.

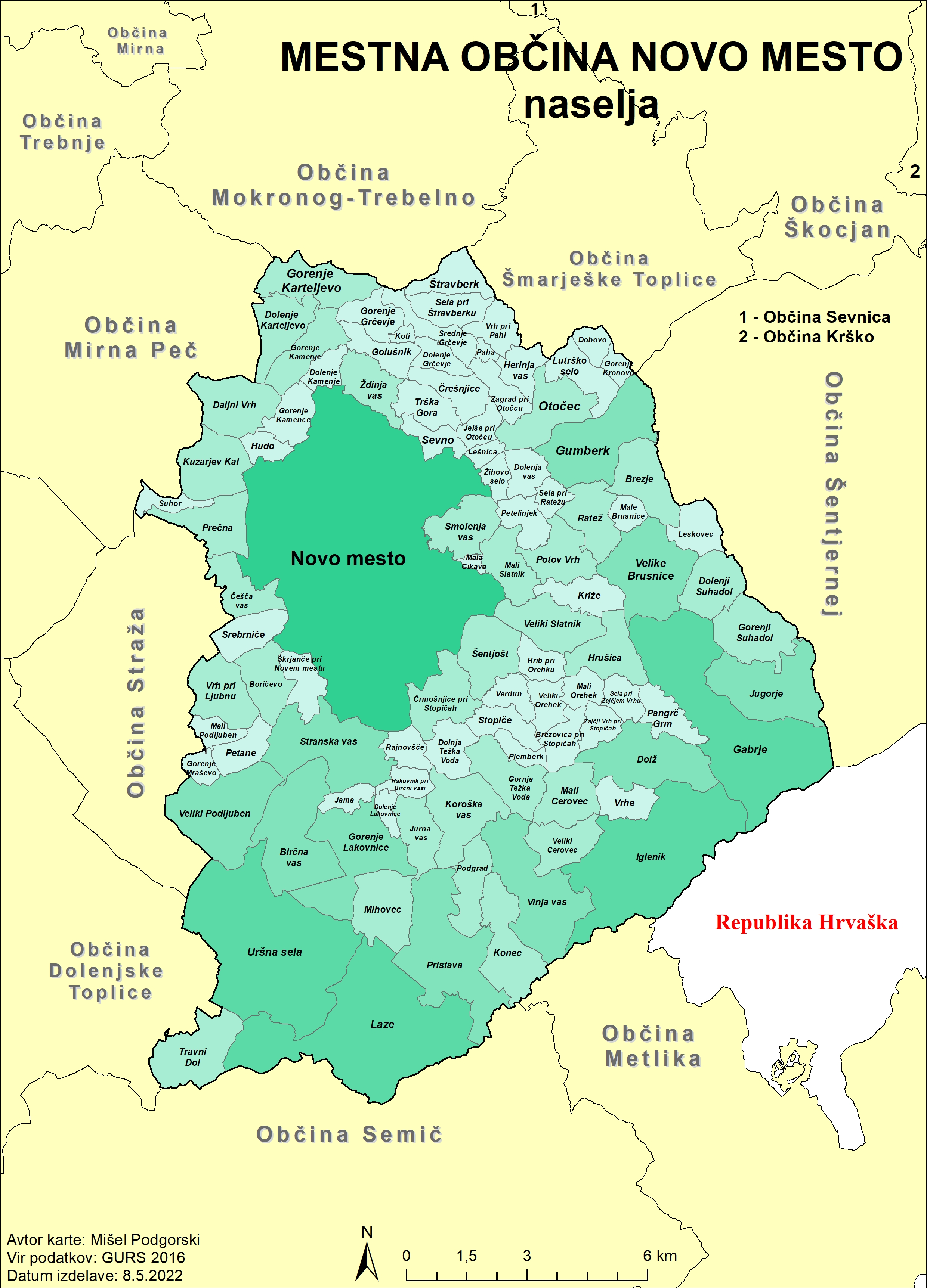
Ortschaften der Stadtgemeinde Novo mesto

Dolž ist landwirtschaftlich geprägt, vor allem wird hier Weinbau unter anderem auch mit der Weinspezialität Cviček betrieben.

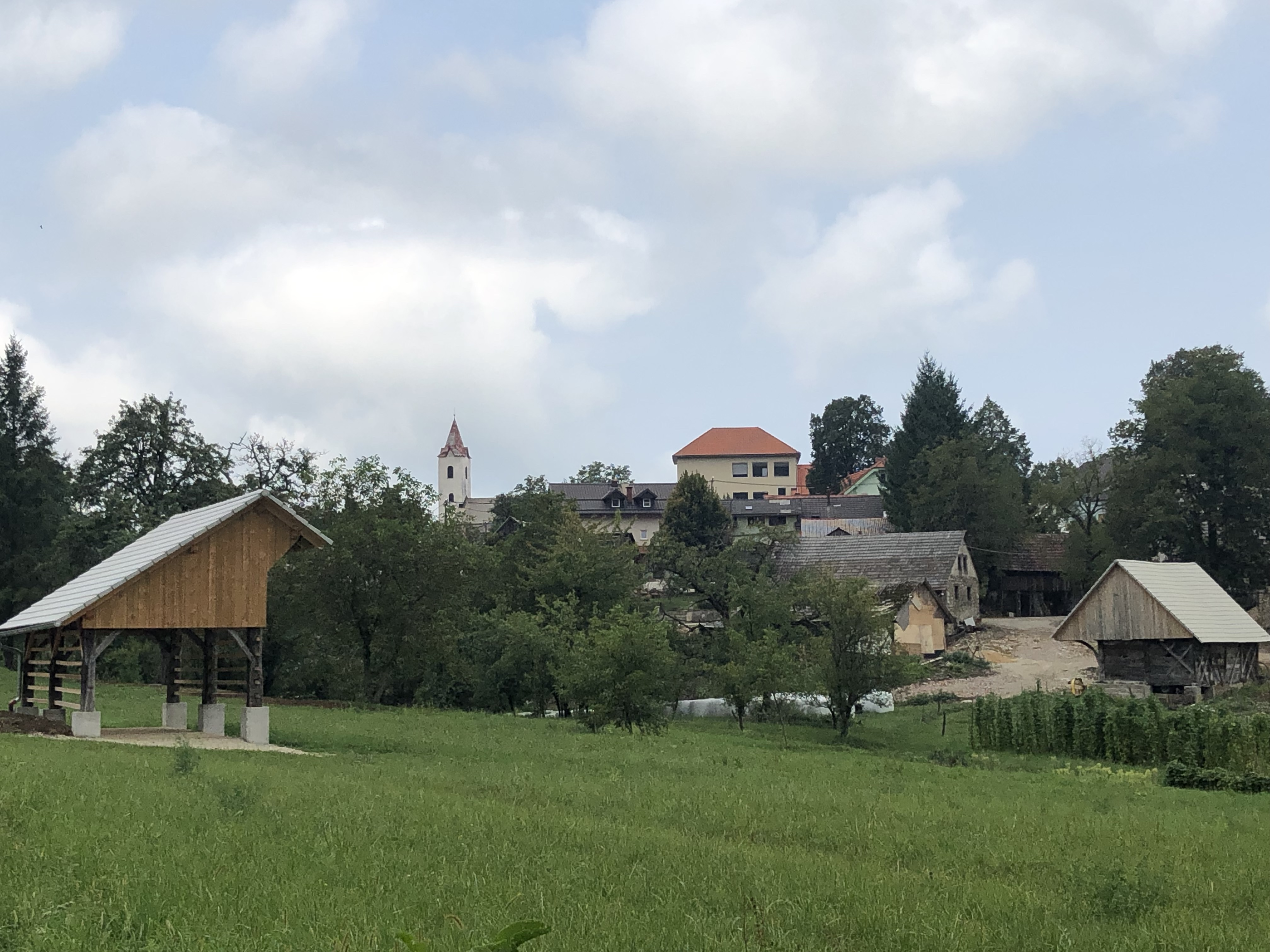
Blick auf Dolž